# Amblyomma sylvaticum
Amblyomma sylvaticum är en fästingart som beskrevs av De Geer 1778. Amblyomma sylvaticum ingår i släktet Amblyomma och familjen hårda fästingar. Artens utbredningsområde är Sydafrika.